# Carline Mohr

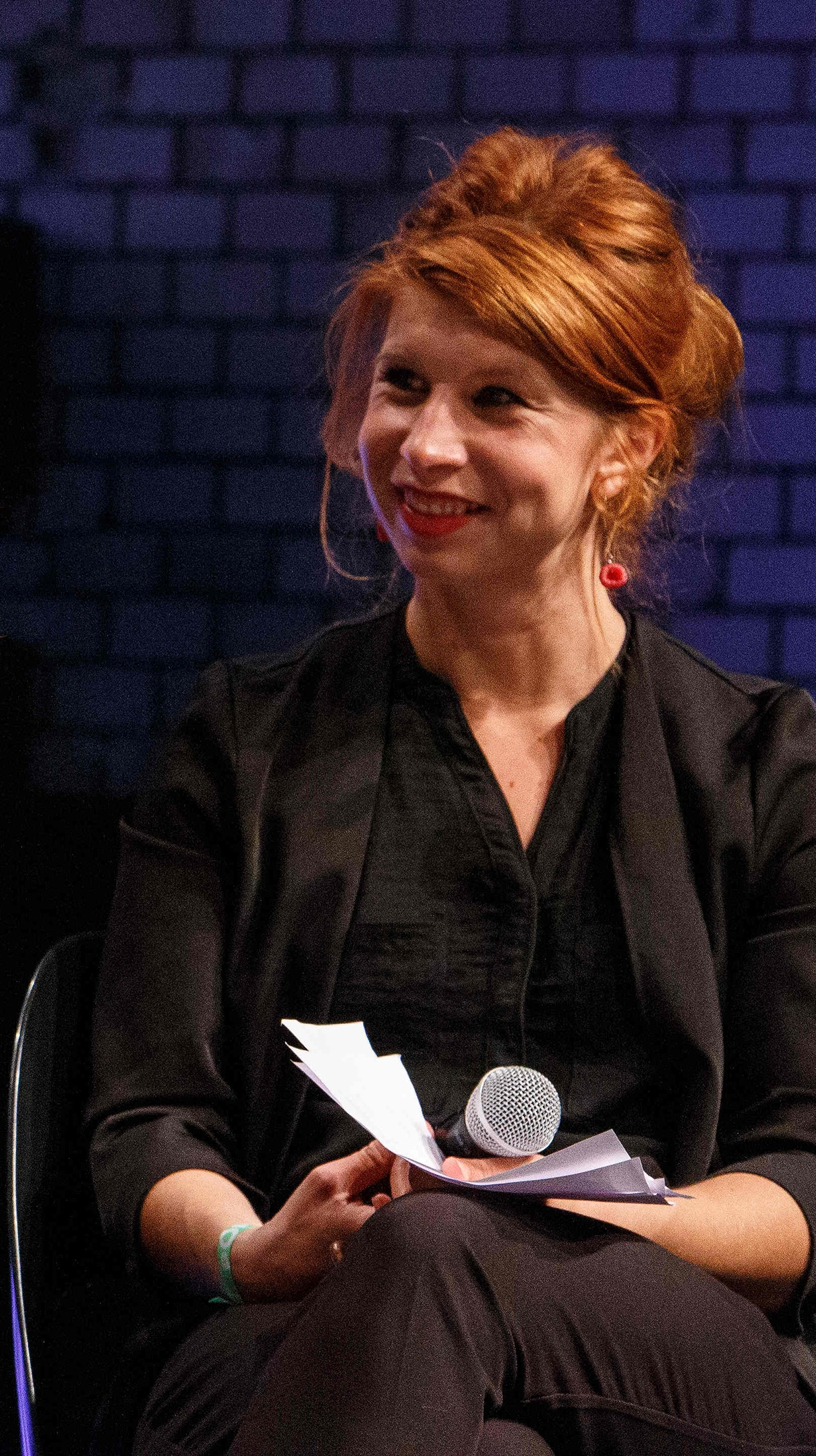
Carline Mohr (2018)

Carline Mohr (* 1984) ist eine deutsche Journalistin und Autorin.

## Leben und Ausbildung
Carline Mohr ist die Tochter der Journalistin Ilse Mohr. Sie studierte von 2003 bis 2008 an der Universität Gießen und schloss mit einem Master in Journalistik und Geschichte ab. Von 2011 bis 2013 besuchte Mohr die Journalistenschule Axel Springer in Berlin. Ihre Stammredaktionen während dieser Zeit waren Die Welt und die Berliner Morgenpost. Ihr Selbstverständnis als Journalistin legte sie in einem Beitrag so dar: „Journalistinnen und Journalisten brauchen einen Plan, ein übergeordnetes Ziel, eine Vision um die Demokratie zu verteidigen.“ Mit Torsten Beeck gründete Mohr 2016 den Podcast „Life is like“. Sie lebt in Berlin und betreibt den Blog „Mohrenpost“.

## Berufliche Tätigkeit
Von 2013 bis 2016 leitete sie als Head Of Social Media und New Platforms das Social-Media-Team bei der Bild, wo sie auch das Viralteam aufbaute. Anschließend war bei sie bei Spiegel Online als Chefin vom Dienst zuständig für Audience Development. Im November 2017 wechselte sie als Senior Editor ins Brand Publishing House „Looping Group“, das Dominik Wichmann gegründet hat, und leitete dort die Plattform-Strategie. Von April 2019 bis Juli 2022 leitete Mohr den Newsroom des SPD-Parteivorstandes im Willy-Brandt-Haus. In dieser Funktion beriet sie Olaf Scholz im Bundestagswahlkampf 2021.   Carline Mohr ist seit dem 1. August 2022 stellvertretende Chefredakteurin bei “Business Insider Deutschland” und verantwortet dort in der Chefredaktion die Themen Newsletter, Audio, Social Media und Video. Als Rednerin spricht Mohr regelmäßig öffentlich zu den Themen digitaler Wandel, Demokratie sowie Debattenkultur im Netz.  Sie ist freiberuflich auch als Traurednerin tätig.

## Buchautorin
2017 veröffentlichte Carline Mohr ihren ersten Roman Küssen kostet extra im Rowohlt-Verlag, der auch als Hörbuch bei audible erschien. Das Buch handelt von einer Journalistik-Studentin, die versucht, mittels kellnern in einem Bordell ihren Lebensunterhalt zu finanzieren und dabei das Rotlichtmilieu kennenlernt. Mohr hatte während ihres Studiums einige Monate als Bardame in einem Bordell gearbeitet.  Das Hamburger Abendblatt beschrieb Mohrs Werk als erfrischenden Debütroman, gut formuliert und mit vielen Pointen. Der Roman breche mit Klischees über das Rotlichtgewerbe und werfe einen kritischen Blick auf die Männerwelt.